# ويل سومرز
     لشخصية أخرى تحمل اسم وليام سومرز، طالع وليام سومرز (توضيح).

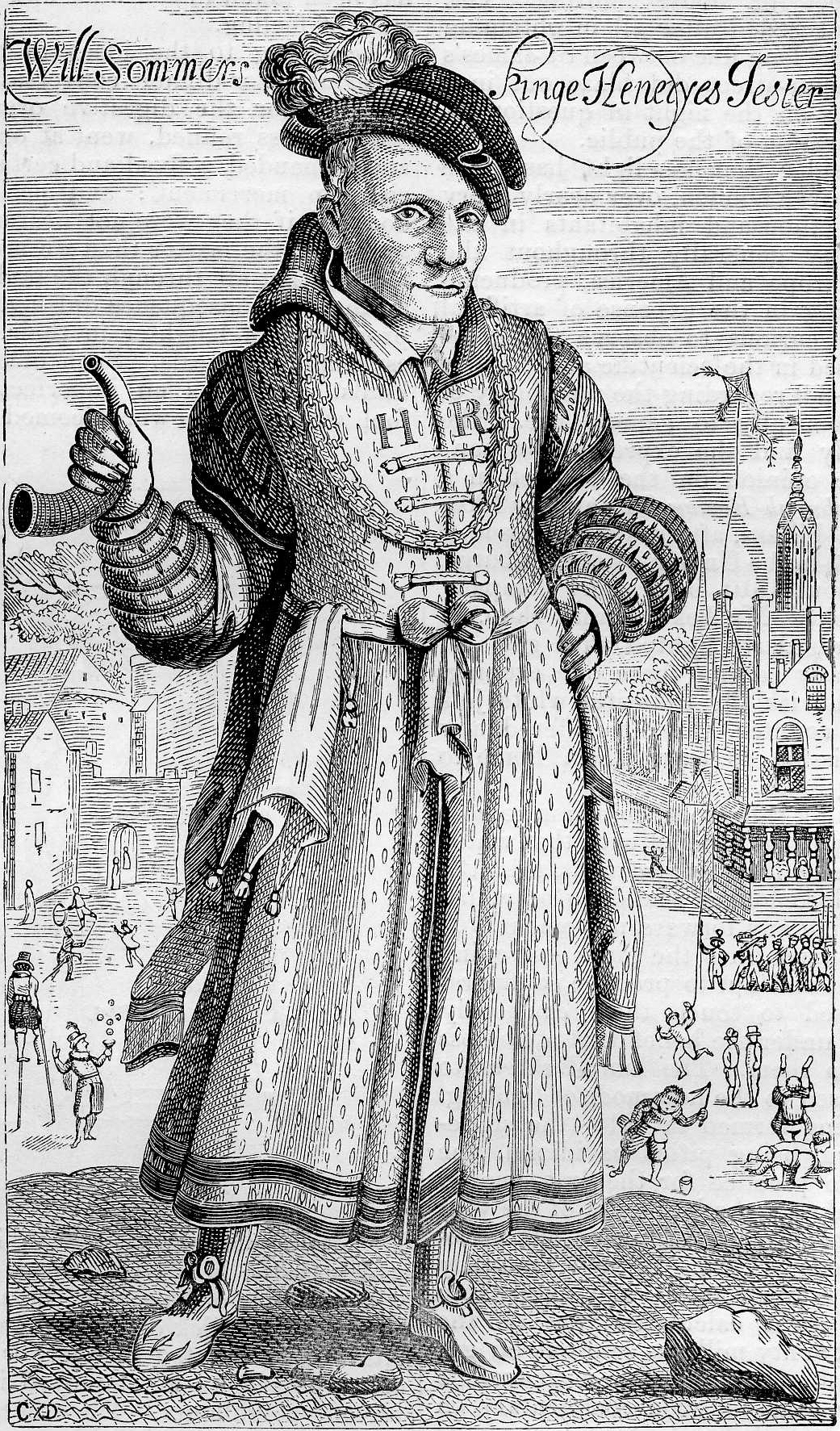
نقش لويل سومرز بريشة فرانسيس ديلارام حوالي 1615-1624

كان ويليام سومرز أو سمرز أو سومر (توفي في 15 يونيو 1560) أشهر مهرج في بلاط هنري الثامن ملك إنجلترا. حيث يُعتقد أنه كان "أحمقًا بالفطرة".

## المرحلة الأولى من حياته
يقال أنه ولد في شروبشاير ولفت انتباه ريتشارد فيرمور وهو تاجر من ستابلز في كاليه والذي أحضره إلى غرينتش في عام 1525 لتقديمه إلى الملك. ويأتي هذا من رواية تعود إلى القرن الثامن عشر ولا يُعرف الكثير على وجه اليقين عن حياته المبكرة. كما ذكروه لأول مرة في الحسابات الملكية في 28 يونيو 1535.

## حياته المهنية
ظل سومرز في خدمة الملك طيلة بقية حياة هنري. وفي السنوات الأخيرة من حياة الملك عندما كان يعاني من حالة مؤلمة في ساقه قيل إن سومرز وحده كان قادراً على رفع معنوياته.
إن المهرج أو الأحمق أيضًا رجلًا يتمتع بالنزاهة والتقدير. وكان توماس كرومويل يقدر أن سومرز أحيانًا يلفت انتباه الملك إلى الإسراف والتبذير داخل الأسرة المالكة بناءً على النكتة.
كان يحتفظ بالحمقى الطبيعيين (الذين يشار إليهم أحيانًا باسم المهرجين ولكن المهرج هو بوجه أكثر دقة "أحمق مصطنع") في كثير من الأحيان في البلاط وفي العائلات الأرستقراطية. كما يُعتقد أنهم أشخاص يعانون من إعاقات ذهنية. مصطلح "الأحمق الطبيعي" هو مصطلح معاصر ويعكس مجتمع تيودور الذي كان لديه مكان للأشخاص ذوي الإعاقات الفكرية. فلقد حصل الحمقى مثل سومرز على الدعم الذي يحتاجونه والمكانة التي يستحقونها داخل المجتمع.
يُسمح لمثل هؤلاء الأفراد بالتعرف على الناس دون مراعاة الاحترام وكان سومرز يتمتع بذكاء حاد وقد مارسه حتى على الكاردينال وولسي. ومع ذلك فقد تجاوز الحدود في بعض الأحيان. ففي عام 1535 هدد الملك بقتل سومرز بيده بعد أن تحدى السير نيكولاس كارو أن يصف الملكة آن بأنها "سفيهة" والأميرة إليزابيث بأنها "لقيطة".

يروي روبرت أرمين -كاتب كتاب "فول أبون فول" عام 1600- كيف أذل سومرز توماس لاعب الخفة الخاص بالملك. قاطع أحد عروض توماس وهو يحمل الحليب ولفافة خبز. وطلب ويل من الملك ملعقة فأجابه الملك أنه ليس لديه ملعقة. فطلب منه توماس أن يستخدم يديه. ثم غنى ويل:
هذه القطعة هاري أعطيك إياها وهذا الجزء التالي يجب أن يخدمني كلاهما سوف أتناولهما بسرعة. هذا الجزء سيدتي إليك وهذه القطعة أكلتها بنفسي الآن والباقي على وجهك.
ثم رمى الحليب في وجهه وخرج. ولم يحضر توماس إلى المحكمة مرة أخرى.
استخدم سومرز نفوذه لتعويض عمه الذي دمره بناء سياج من الأراضي المشتركة مع أن الأمر استغرق مناشدة خفية للغاية من سومرز لهنري.
في كتاب فن البلاغة لتوماس ويلسون (1553-1560)، يُقتبس عن ويل قوله للملك الذي كان يعاني من ضائقة مالية: "لديك العديد من المحتالين "المدققين" والعديد من الناقلين "المساحين" والعديد من المخادعين "المستلمين" لدرجة أنهم أصبحوا منشغلين بأنفسهم".

## التصوير

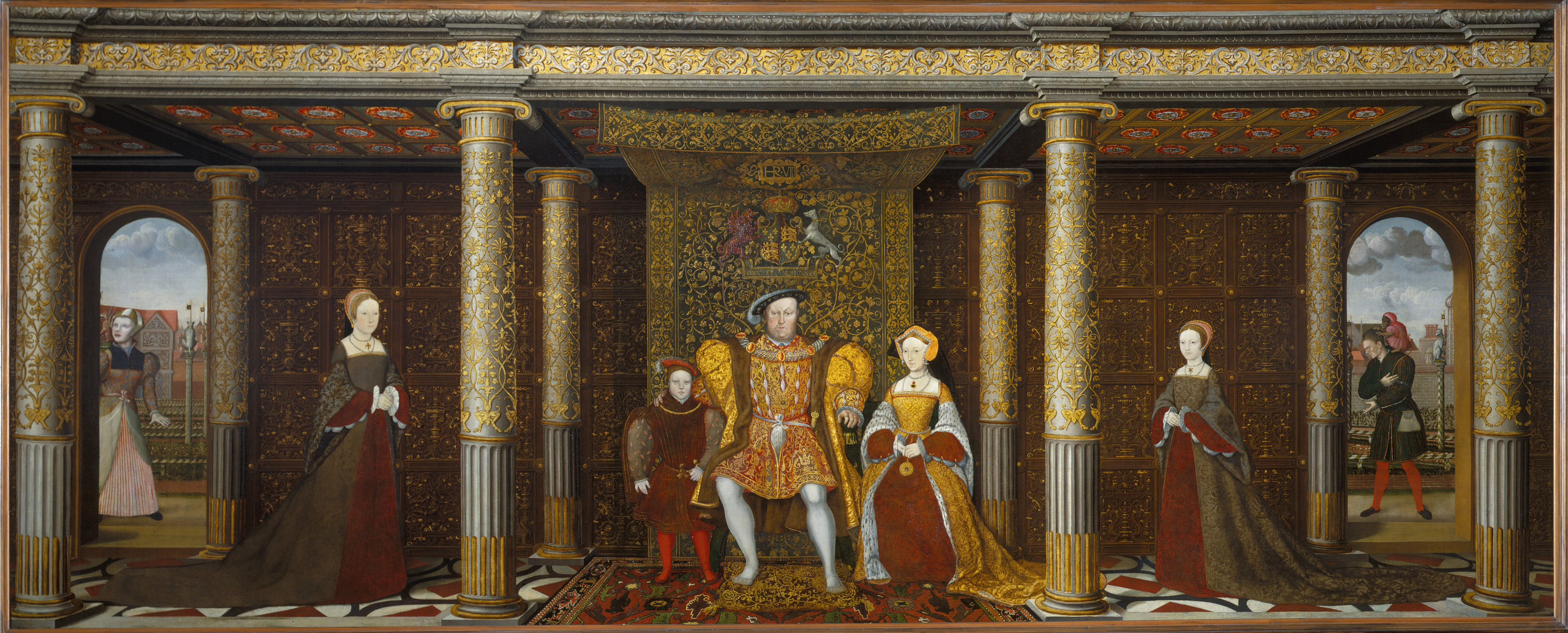
هنري الثامن وعائلته (1545) - الرجل في أقصى اليمين هو المهرج ويل سومرز وقد اقترح أن المرأة في أقصى اليسار هي المهرجة جين فول

يُعتقد أن سومرز صُور في لوحة تصور هنري الثامن وعائلته في قصر وايت هول. حيث انتهت في حوالي عامي 1544-1545 بواسطة فنان غير معروف. ويظهر سومرز أيضًا مع هنري الثامن في سفر المزامير الخاص بهنري الثامن الذي كتب للملك وهو الآن موجود في المكتبة البريطانية (أم أس رويال 2. إيه. XVI). وقداكتشفت صورة غير معروفة سابقًا يظهر فيها سومرز في عام 2008 في بيت بوتون في نورثهامبتونشاير.
في عام 1625 امتلك هونور بروكتر من قاعة كاولينج صورة لويل سومرز وأخرى لجين شور. ففي يومنا هذا يؤدي الفنانون أحيانًا دور "ويل" في العروض الترفيهية ذات الطابع العصري مثل معارض عصر النهضة.

## الزي
لا يزال هناك عدد من السجلات التي تفصل الملابس التي أعطيت لويل سومرز أثناء عهدي هنري الثامن وماري الأولى. يرجع تاريخ أقدم سجل إلى 28 يونيو 1535 عندما حصل على اثنين من الستر الكتانية ومعطف أخضر وقبعة محاطة بصوف أحمر ومعطف أخضر آخر وقلنسوة محاطة باللون الأبيض ونصف معطف أخضر بقلنسوة. وكانت خراطيمه زرقاء اللون ومزينة باللونين الأحمر والأسود. تظهر صورة ويل سومرز في سفر مزامير هنري الثامن في المكتبة البريطانية المخطوطة الملكية 2A XVI وهو يرتدي معطفًا أخضر قصيرًا بغطاء للرأس.
في وقت تتويج ماري الأولى في عام 1553 منح ويل سومرز وجين فول بعض الملابس. في أبريل 1555 حصل ويل سومرز على ثوب مغطى بجلود الحملان وذيول أرنب رمادية مع رداء للرأس أو غطاء للرأس وثوب وسترة من المخمل الأخضر المنقوش مغطى بجلود أرانب بيضاء. كما حصلت جين فول على ثوب مماثل. في أكتوبر 1555 حصل ويل سومرز على معطفين أخضرين أحدهما محمي بالمخمل والآخر مبطن بالقطن.

## ما بعد هنري
بعد وفاة هنري بقي سومرز في البلاط ثم تقاعد في نهاية المطاف في أثناء حكم إليزابيث الأولى.
في عيد الميلاد عام 1551 خطط إدوارد السادس لمعركة مدبرة "لتُخاض مع ويليام سومر". في عهد ماري الأولى كان دور ويل احتفاليًا في المقام الأول وكان بمثابة مساعد لأحمق ماري الشخصي جين فول. وكان يُقال أن ويل هو الرجل الوحيد الذي جعل ماري تضحك باستثناء جون هيوارد. كما كان الحدث العام الأخير لويل هو تتويج إليزابيث الأولى.

## وفاته
من المحتمل أن يكون هو ويليام سومرز الذي سُجِّلت وفاته في أبرشية سانت ليوناردز بشوريديتش في 15 يونيو 1560. وتوجد لوحة حديثة في الكنيسة تخلد ذكرى دفنه هناك.

## في الثقافة

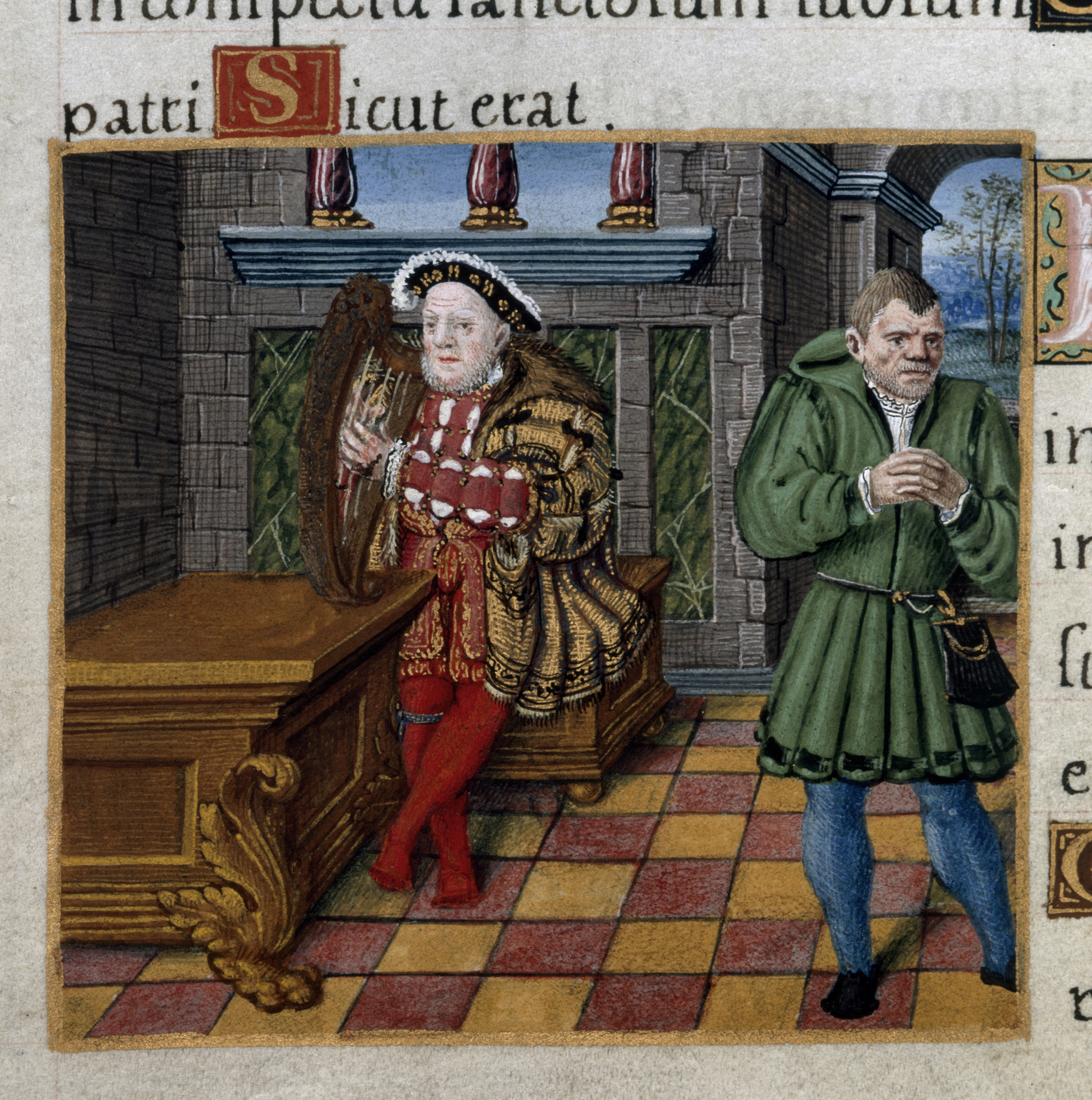
رسم توضيحي لهنري وهو يعزف على القيثارة بجانب سومرز (مزامير هنري الثامن)

ظهر ويليام سومرز عدة مرات في الدراما والأدب في القرنين السادس عشر والسابع عشر: فعلى سبيل المثال الكوميديا الممتعة لتوماس ناش بعنوان وصية سامرز الأخيرة (مسرحية عُرضت لأول مرة في عام 1592 ونُشرت في عام 1600) والأخبار الجيدة والسيئة لصامويل رولاندز (1622) ورواية شعبية بعنوان تاريخ ممتع لحياة وموت ويليام سومرز (أعيد طبعها عام 1794). انظر أيضًا كتاب تاريخ حمقى البلاط لجون دوران (1858).
قام هوارد جورني بدور ويل سومرز في الحلقات الخامسة والسادسة من المسلسل القصير الذي أنتجته هيئة الإذاعة البريطانية عام 1970 بعنوان زوجات هنري الثامن الست.
في كتاب السيرة الذاتية الخيالية لهنري الثامن الذي كتبته مارغريت جورج عام 1986 قام ويل سومرز بحماية المخطوطة من الملكة ماري التي أرادت تدميرها. ويضيف "سومرز" ملاحظاته بخط يده والتي تسلط الضوء على نفاق الملك القديم وعيوبه.
أدى الممثل الكوميدي روي هود دور ويل سومرز في "الزفاف الرابع وبعض الجنازات" في 14 أغسطس 1995 الحلقة الثانية من مسلسل كراون هوديز على راديو بي بي سي 2. وقد أعيد بث الحلقة والمسلسل منذ ذلك الحين على راديو بي بي سي 7 وبي بي سي راديو 4 إكسترا.
يؤدي ويل سومرز دور رئيسي في حبكة رواية ذا كوين فوول وهي رواية خيالية تاريخية صدرت عام 2004 بقلم فيليبا جريجوري. وبطلة هذا الكتاب هي هانا جرين وهي مهرجة خيالية في بلاط ماري الأولى ملكة إنجلترا. كما يظهر سومرز كمعلم هانا المتعاطف للغاية والذي يدربها على فن المهرج ويشارك أسراره المهنية معها دون تردد.
قام ديفيد برادلي بدور ويل سومرز في الحلقة الخامسة من الموسم الثالث من مسلسل ذا تيودرز (2009) على قناة شوتايم. إن سومرز الحقيقي أصغر سناً من هنري الثامن ولكن في هذه السلسلة صوروه كخادم مسن وساخر يقدم العزاء للملك الحزين بعد وفاة جين سيمور.
قدم الممثل والكاتب المسرحي من أوتاوا بيير براولت عرضه الفردي بعنوان ويل سومرز: الحفاظ على رأسك متكهنًا بحياة سومر ودور الكوميديا في التحدث إلى السلطة في أبريل 2016.
ويل سومرز هو الشخصية الرئيسية والراوي للروايات التاريخية كينغز فول (1959(ردمك 978-1402219023)) بقلم مارغريت كامبل بارنز وآخر الأيام (2013(ردمك 978-0755397877)) بقلم بول سي دوهيرتي وسقوط بيت الملكات: الكتاب الأول من سلسلة الوردة المحطمة (2017(ردمك 978-1514807293)) بقلم شيلي تالكوت (في هذه السيرة الذاتية الخيالية في حين صوروه على أنه أحدب [وهو ما لم يكن عليه تاريخيًا] فإنه أصبح شخصًا موثوقًا به ليس فقط لهنري نفسه ولكن أيضًا للعديد من الشخصيات المهمة في البلاط وجميع زوجات هنري الثامن باستثناء واحدة).

### الملاحظات
1. ↑  Mulryne، J.R (30 مايو 2013). "Somer, William". قاموس أكسفورد للسير الوطنية (ط. أونلاين). دار نشر جامعة أكسفورد. DOI:10.1093/ref:odnb/26029. اطلع عليه بتاريخ 2021-06-17. (يتطلب وجود اشتراك أو عضوية في المكتبة العامة في المملكة المتحدة)
2. ↑  Borman، Tracy (2018). Henry VIII and the men who made him. London: Hodder & Staughton. ص. 249–50. ISBN:9781473649897.
3. ↑  Connolly، Philippa (2021). Disability and the Tudors. Pen & Sword History. ISBN:978-1526720054.
4. ↑  Weir, Henry VIII, p. 365. This has been attributed to Sommers but was said by Sexton his predecessor who disappeared from court due to it. See Southworth, Fools, p. 68.
5. ↑  Fools and Jesters at the English Court, John Southworth, page 97
6. ↑  Fools and Jesters at the English Court page 72
7. ↑  "Rare Elizabeth I portrait found". بي بي سي نيوز. 27 مايو 2008. مؤرشف من الأصل في 2021-12-03.
8. ↑  John Richard Walbran, Memorials of the abbey of St. Mary of Fountains, 2:1 (Ripon, 1878), pp. 352–353
9. ↑  Maria Hayward, Dress at the Court of Henry VIII (Maney, 2007), pp. 266, 276, 295, 337: William H. Turner, Calendar of Charters and Rolls Preserved in the Bodleian Library (Oxford: Clarendon, 1878), pp. xviii-xix, 150.
10. ↑  Maria Hayward, Dress at the Court of Henry VIII (Maney, 2007), p. 266.
11. ↑  Nadia T. van Pelt, Intercultural Explorations and the Court of Henry VIII (Oxford, 2024), pp. 144–45.
12. ↑  William H. Turner, Calendar of Charters and Rolls Preserved in the Bodleian Library (Oxford: Clarendon, 1878), pp. xviii-xix
13. ↑  Sydney Anglo, Spectacle Pageantry, and Early Tudor Policy (Oxford: Clarendon Press, 1969), p. 301.
14. ↑  Chisholm 1911.
15. ↑  "Broadcast - BBC Programme Index". 15 أغسطس 1995. مؤرشف من الأصل في 2024-12-17.

## روابط خارجية
- زوي سكريتي، "تنوع في المنظر: ملابس الحمقى في البلاط في إنجلترا في عهد تيودور"، مراجعة ميدلاندز التاريخية ، 2 (2018).
- ويل سومرز على موقع فايند أغريف